# Karsten Kroon
Karsten Kroon (ur. 29 stycznia 1976 w Dalen) – holenderski kolarz szosowy.
Startował wśród zawodowców od 1997 do 2014 roku, etapowy zwycięzca Tour de France, dwukrotny zwycięzca Grand Prix Frankfurtu (2004, 2008).

## Najważniejsze osiągnięcia
- 1996
  - 1. miejsce w Ronde van Drenthe
- 1997
  - 1. miejsce na 2. etapie Circuit Franco-Belge
- 1998
  - 1. miejsce na 6. etapie Circuit des Mines
  - 1. miejsce na 2. etapie Vuelta Ciclista a León
- 2001
  - 1. miejsce w GP Kanton Aargau
- 2002
  - 1. miejsce na 8. etapie Tour de France
- 2003
  - 1. miejsce na 5. etapie Tour du Poitou
- 2004
  - 1. miejsce w Rund um den Henninger-Turm
- 2005
  - 5. miejsce w Brabantse Pijl
- 2006
  - 1. miejsce na 2. i 5. etapie Hessen-Rundfahrt
  - 3. miejsce w La Flèche Wallonne
  - 4. miejsce w Amstel Gold Race
- 2007
  - 4. miejsce w Ronde van Vlaanderen
- 2008
  - 1. miejsce na 2. etapie Vuelta a Castilla y León
  - 1. miejsce na 5. etapie Sachsen Tour
  - 1. miejsce w Rund um den Henninger-Turm
  - 5. miejsce w Giro di Lombardia
- 2009
  - 2. miejsce w Amstel Gold Race
  - 2. miejsce w Rund um den Henninger-Turm
  - 4. miejsce w Kuurne-Bruksela-Kuurne
  - 5. miejsce w Brabantse Pijl
- 2010
  - 9. miejsce w Amstel Gold Race
- 2012
  - 5. miejsce w Tour de l'Eurométropole